# Arenoso (República Dominicana)
Arenoso é uma cidade da República Dominicana pertencente à província de Duarte. Sua população estimada em 2002 era de 17 589 habitantes.